# Окно
Окно (від рос. Оптический контроль небесной области — «Оптичний Контроль Небесної Області» ) — російська станція космічного спостереження, розташована поблизу міста Нурек в Таджикистані. Станція знаходиться у віданні Космічних військ Росії і входить до складу Центру моніторингу космічного простору. Станція розташована на висоті 2 216 метрів (7 270 фут) над рівнем моря в горах Санглок, в місцевості з ясним нічним небом. Ще одна схожа станція Окно-С знаходиться на Далекому Сході Росії.
Об'єкт складається з кількох телескопів у куполах і схожий на систему GEODSS США. Він призначений для виявлення та аналізу космічних об'єктів, таких як супутники. Конструктори були відзначені державною премією Росії в галузі науки і техніки в 2004 році.

## Історія
Будівництво об'єкта «Окно» був розпочато Радянським Союзом у 1979 році силами тисяч призовників військової частини № 14464, які працювали будівельниками. Будівництво було призупинено в 1992 році через громадянську війну в Таджикистані; центр почав тестову роботу в 1999 році і заступив на бойове чергування у 2004. Право власності на комплекс було передано Таджикистаном Росії у 2004 році в обмін на списання 242 мільйонів доларів США боргу Таджикистану перед Росією.
Коли його побудували, дехто на заході вважав його військовим протисупутниковим лазерним об'єктом, а не станцією оптичного стеження. У 1987 році Джон Е. Пайк з Федерації американських вчених сказав: «Незалежно від того, чи зможе ця установка збивати супутники чи [грати в] „Зоряні війни“, вона, безперечно, розробляє технологію, яка врешті-решт зможе робити так».

## Функція

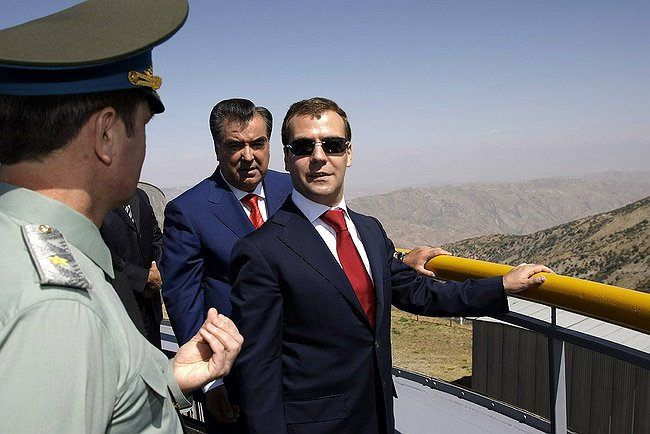
Президент Росії Дмитро Медведєв з президентом Таджикистану Емомалі Рахмоном і командувачем Космічних військ Олегом Остапенком, Окно, липень 2009 р.

«Окно» — це комплекс для відстеження та моніторингу штучних космічних об'єктів. Російські військові стверджують, що автоматично виявляються об'єкти на висоті до 40000 км. Це значно вище ніж низька навколоземна орбіта і включає супутники на середній навколоземній орбіті, геостаціонарній орбіті та деякі на високій навколоземній орбіті. Він працює лише вночі та працює пасивно, збираючи відбите сонячне світло від об'єктів. Після модернізації 2014 року його можливості планувалося збільшити до 50 тис. км.

## У культурі
Станція «Окно» стала прототипом секретного радянського дослідницького проєкту протиракетної боротьби під кодовою назвою «Яскрава зірка», який фігурує у сюжеті роману «Кремлівський кардинал» Тома Кленсі, написаного у 1988. В романі об'єкт використовує енергію кількох лазерних установок для знищення військових супутників.